# Mons Calpe Sporting Club

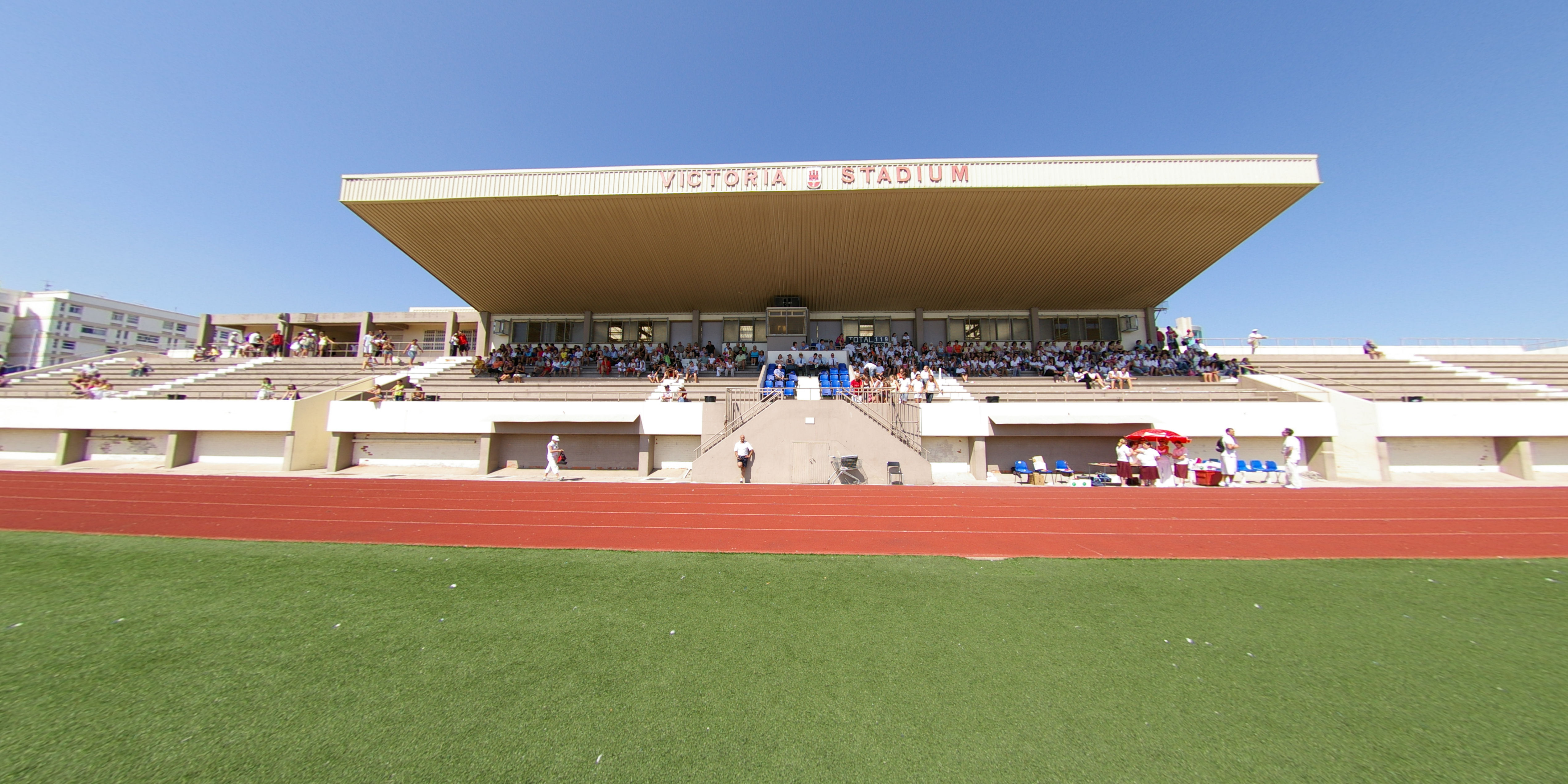
Mons Calpe comparte el Victoria Stadium con los demás equipos de Gibraltar.

El Mons Calpe Sports Club es un club de fútbol de Gibraltar que actualmente juega en la Premier League Gibraltareña, la máxima categoría de fútbol del país y en la Rock Cup.

## Historia
El Mons Calpe Sports Club inició a disputar partidos durante la temporada 2013-14 en la Gibraltar Second Division 2013-14 ese año el club logró el subcampeonato (el club campeón fue Britannia XI que ascendió de manera directa a la Gibraltar Football League 2014-15) lo cual le dio derecho de participar en el Play Off Ascenso contra el noveno clasificado de la Gibraltar Football League 2013-14, St. Joseph's. 
| Pos. | Equipo       | J  | G  | E | P | GF | GC | DG  | Pts |
| ---- | ------------ | -- | -- | - | - | -- | -- | --- | --- |
| 1°   | Britannia XI | 22 | 16 | 1 | 5 | 55 | 25 | +30 | 49  |
| 2°   | Mons Calpe   | 22 | 13 | 3 | 6 | 50 | 29 | +21 | 42  |
| 3°   | Olympique    | 22 | 11 | 6 | 5 | 48 | 41 | +7  | 39  |
| 4°   | Pegasus      | 22 | 11 | 3 | 8 | 48 | 37 | +11 | 36  |
| 5°   | Lions Pilots | 22 | 9  | 7 | 6 | 39 | 33 | +6  | 34  |

El partido se disputó en el Estadio Victoria el 18 de mayo del 2014; en aquel encuentro el Mons Calpe cayó derrotado por dos a cero, con lo cual perdió la oportunidad de jugar en Primera División.
| Play Off           | Play Off                        | Play Off | Play Off      | Play Off                    |
| ------------------ | ------------------------------- | -------- | ------------- | --------------------------- |
| 18 de mayo de 2014 | St. Joseph's                    | 2 - 0    | Mons Calpe SC | Estadio Victoria, Gibraltar |
|                    | Nathan Santos · Bruninho Araújo |          |               |                             |

### Temporada 2015-16
Durante la temporada, Mons Calpe jugó en la Gibraltar Second Division 2015-16 en la cual tuvo una muy buena participación obteniendo el segundo lugar con 17 victorias 2 empates y apenas 3 derrotas; en la temporada logró marcar 82 goles y tan solo recibió 12 lo que lo dejó con la mejor diferencia de gol de todo el torneo. Durante la campaña fue importante la figura de Alex Vazquez González, el delantero marcó 16 goles durante toda la campaña y fue el autor de un doblete en el Play-Off lo que selló la remontada aquella tarde y el ascenso del equipo a la Premier League.

|  | Pos. | Equipo            | PJ | V  | E | D | GF | GC | DG  | Pts. |
|  | ---- | ----------------- | -- | -- | - | - | -- | -- | --- | ---- |
|  | 1º   | Europa Point FC   | 22 | 17 | 5 | 0 | 76 | 19 | +57 | 56   |
|  | 2º   | Mons Calpe SC     | 22 | 17 | 2 | 3 | 82 | 12 | +70 | 53   |
|  | 3º   | Gibraltar Phoenix | 22 | 14 | 5 | 3 | 67 | 17 | +50 | 47   |
|  | 4º   | FC Magpies        | 22 | 14 | 2 | 6 | 54 | 24 | +30 | 44   |
|  | 5º   | Olympique 13      | 22 | 12 | 2 | 8 | 38 | 42 | −4  | 38   |

El Play Off de ascenso se disputó el 31 de mayo en el Estadio Victoria de Gibraltar en aquel partido Mons Calpe SC se impuso por 2 a 1 a Britannia XI FC gracias a un doblete de Alex Vazquez González que permitió dar vuelta el marcador. Britania se había adelantado en el minuto dos gracias a un gol de Gilory pero no pudo mantener la ventaja. Con el final del partido los suplentes del Club invadieron la cancha para celebrar con sus compañeros y entrenador. Mons Calpe SC había ascendido a la Premier League.
| Play Off           | Play Off        | Play Off | Play Off                                      | Play Off                    |
| ------------------ | --------------- | -------- | --------------------------------------------- | --------------------------- |
| 31 de mayo de 2016 | Britannia XI FC | 1 - 2    | Mons Calpe SC                                 | Estadio Victoria, Gibraltar |
|                    | Gilory 2'       | Reporte  | · 50' Vazquez Gonzalez · 52' Vazquez Gonzalez |                             |

| Mons Calpe SC Asciende a Premier League | Britannia XI FC Desciende a Segunda División |

En la Gibraltar Second Division Cup 2016 el club fue eliminado por el que más adelante sería campeón de la Segunda División.
| Primera Ronda       | Primera Ronda   | Primera Ronda                                                                                             | Primera Ronda | Primera Ronda               |
| ------------------- | --------------- | --- | ------------- | --------------------------- |
| 28 de enero de 2016 | Europa Point FC | 5 - 4 | Mons Calpe SC | Estadio Victoria, Gibraltar |
|                     |                 | Reporte (enlace roto disponible en Internet Archive; véase el historial, la primera versión y la última). |               |                             |

### Temporada 2016-17
El verano previo a debutar en la Premier League Gibraltareña, el Mons Calpe paso por un reestructuración total para profesionalizar el club, primordialmente la inversión mayoritaria de un grupo estadounidense dirigido por José Alfredo Reygadas. Los Calpeans nombraron al entrenador brasileño-portugués William Amaral de Andrade para dirigir el primer equipo y como su asistente al exentrenador sub-19 de la selección de Gibraltar, Terrence Jolley. Luego de una racha de malos resultados durante en noviembre y diciembre, William fue despedido el 16 de enero y Jolley lo reemplazó en rol interino. El 17 de marzo, el técnico italiano Mauro Ardizzone fue seleccionado como entrenador y dirigió a los Calpeans al 5.º puesto en la tabla en su temporada inicial en la Premier League Gibraltareña. El club fue eliminado en la segunda ronda de la Rock Cup.

### Temporada 2017-18
Al comienzo del torneo, Mons Calpe nombró a Albert Ferri como el nuevo entrenador.  Sin embargo, los resultados negativos llevaron a su despido en diciembre de 2017 y fue reemplazado por el técnico argentino Luis Manuel Blanco. Luego de la llegada de Blanco, el club ganó 14 de sus próximos 22 partidos en todas las competiciones, terminando con 44 puntos en la tabla, un récord para los rojinegros, y llegó a la Final de la Rock Cup, perdiendo 2-1 ante el campeón de la liga, el Europa FC.

### Temporada 2018-19
La temporada comenzó lentamente, con varias derrotas inesperadas, pero el Mons Calpe pudo enderezarse en la búsqueda de un puesto europeo y completó el torneo con el mejor récord en la historia del club en la Premier League Gibraltareña. Los Calpeans terminaron con el mayor número de puntos en su historia (49) y su mejor puesto en la tabla (cuarto), a solo 6 puntos del St. Joseph's FC para el último puesto de clasificación a la UEFA Europa League, a pesar de derrotar a los Santos 2 veces y empatar una vez en sus 3 encuentros durante la temporada. El Mons Calpe también tuvo un buen desempeño en la Rock Cup, derrotando al St. Joe's en los cuartos de final, antes de caer 1-0 en la semifinal ante el Gibraltar United FC. Luis Blanco dejó su puesto como entrenador al expirar su contrato en mayo de 2019.

## Palmarés
- Segunda División de Gibraltar:
  - Subcampeón (2): 2013-14, 2015-16

## Participación en competiciones de la UEFA
| Temporada | Torneo                  | Ronda         | Club            | Casa | Visita | Global |
| --------- | ----------------------- | ------------- | --------------- | ---- | ------ | ------ |
| 2021-22   | Liga Conferencia Europa | Primera ronda | FC Santa Coloma | 1–1  | 0–4    | 1–5    |

## Resumen general de las temporadas
| Temporada | Primera División     | Segunda División | Rock Cup (copa)      | Copa Pepe Reyes (supercopa) | Liga de Campeones de la UEFA | Liga Europa de la UEFA | Liga Europa Conferencia de la UEFA |
| --------- | -------------------- | ---------------- | -------------------- | --------------------------- | ---------------------------- | ---------------------- | ---------------------------------- |
| 2013-14   |                      | 2°. Lugar        | Eliminado            |                             |                              |                        |                                    |
| 2014-15   |                      | 8°. Lugar        | Eliminado            |                             |                              |                        |                                    |
| 2015-16   |                      | 2°. Lugar        | Segunda Ronda        |                             |                              |                        |                                    |
| 2016-17   | 5.° lugar            |                  | Segunda Ronda        |                             |                              |                        |                                    |
| 2017-18   | 5.° lugar            |                  | Finalista            |                             |                              |                        |                                    |
| 2018-19   | 4.° lugar            |                  | Semifinalista        |                             |                              |                        |                                    |
| 2019-20   | Temporada abandonada |                  | Temporada abandonada |                             |                              |                        |                                    |
| 2020-21   | 4.° lugar            |                  | Cuartos de final     | no se disputó               |                              |                        |                                    |
| 2021-22   | 6.° lugar            |                  | Cuartos de final     |                             |                              |                        | Primera Ronda Clasificatoria       |
| 2022-23   | ?                    |                  | ?                    |                             |                              |                        |                                    |

## Fútbol sala
En la temporada 2015-16 el club jugó en la segunda división donde quedó 2° y ascendió.